# Паметник на загиналите във войните (Йоглав)
Паметникът на загиналите във войните е паметник в село Йоглав. Посветен е на загиналите герои от селото в Балканската, Междусъюзническата, Първата и Втората световна войни.

## История
Паметникът е открит на 10 октомври 2018 г. в центъра на селото. Средствата за паметника са осигурени от Министерството на отбраната и дарители. С постановление на МС от 16 ноември 2017 г. са одобрени 7000 лв. за изграждането. Паметникът е издигнат в чест на „100 години от края на Първата световна война“.
Архитектурният проект е изработен безвъзмездно от арх. Миломир Богданов.

## Композиция
Паметникът представлява лъв на постамент.
На мраморния паметник са гравирани имената на 14-те загинали от село Йоглав във войните в периода 1912 – 1945 г.
На 13 август 2020 г. на площада до паметника е доставено и монтирано дареното 57 мм зенитно оръдие С-60. Спонсор на допълнителни средства и изпълнител на строежа е Цветан Ночев, председател на Инициативния комитет за изграждане на паметник и председател на Обединени сдружения за граждански контрол. Оръдието пристига от в.ф. 22060 Велико Търново, със заповед на Министерство на отбраната.